# Aiolopus thalassinus
Aiolopus thalassinus är en insektsart som först beskrevs av Fabricius 1781.  Aiolopus thalassinus ingår i släktet Aiolopus och familjen gräshoppor.

## Underarter
Arten delas in i följande underarter:
- A. t. thalassinus
- A. t. dubius
- A. t. tamulus
- A. t. rodericensis

## Utbredning
A. thalassinus har en bred utbredning och förekommer i Europa, Asien, Afrika och Australien. Dess utbredningsområde har expanderat norrut som en följd av klimatförändringarna, och den hittades år 2020 för första gången i Sverige. Den 28 september detta år nådde en svärm med hundratals individer som följde med ostliga vindar över Östersjön södra Gotland, och totalt rapporterades under året nio observationer av arten från Gotland och två från Öland.

## Bildgalleri

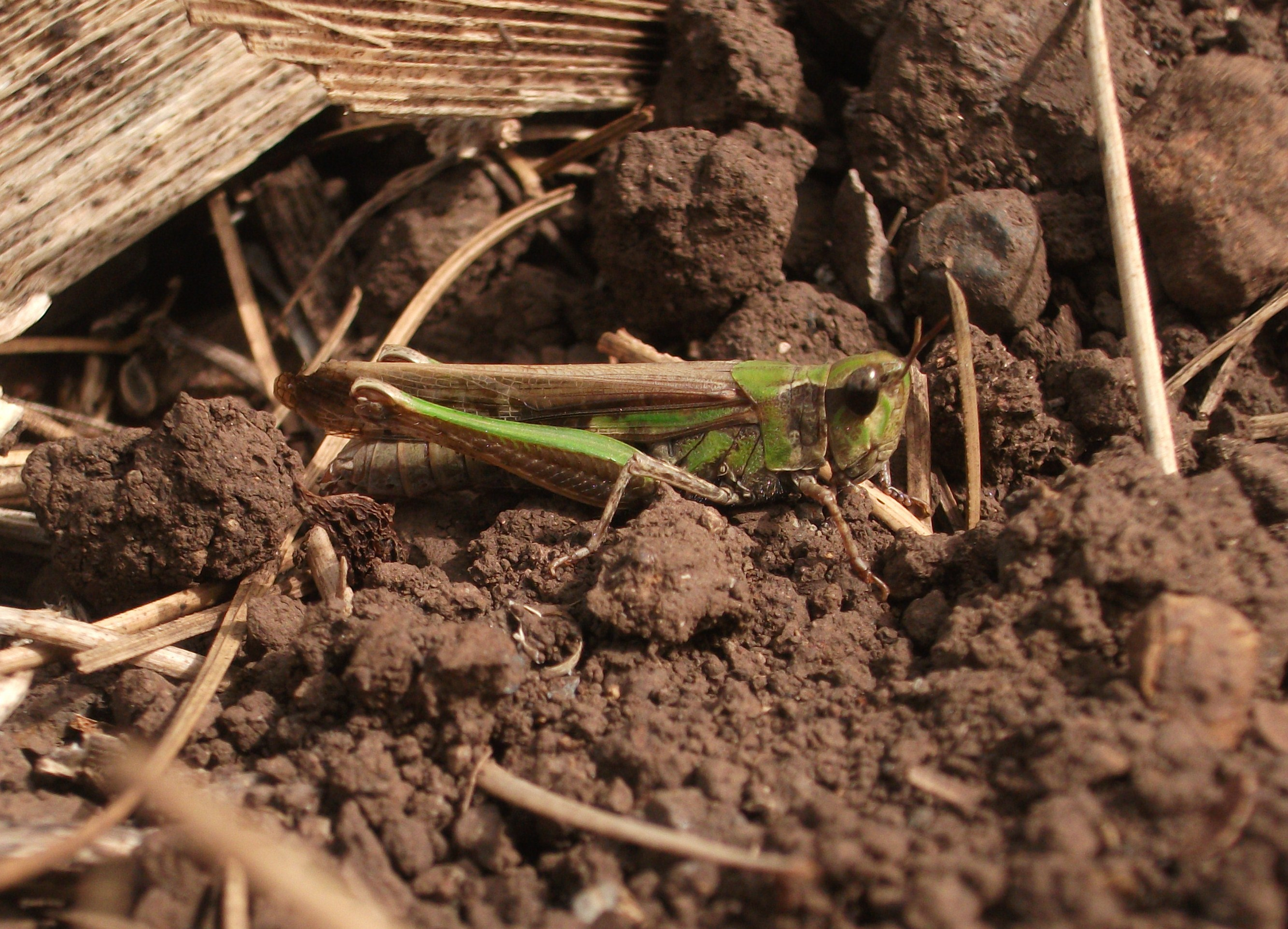
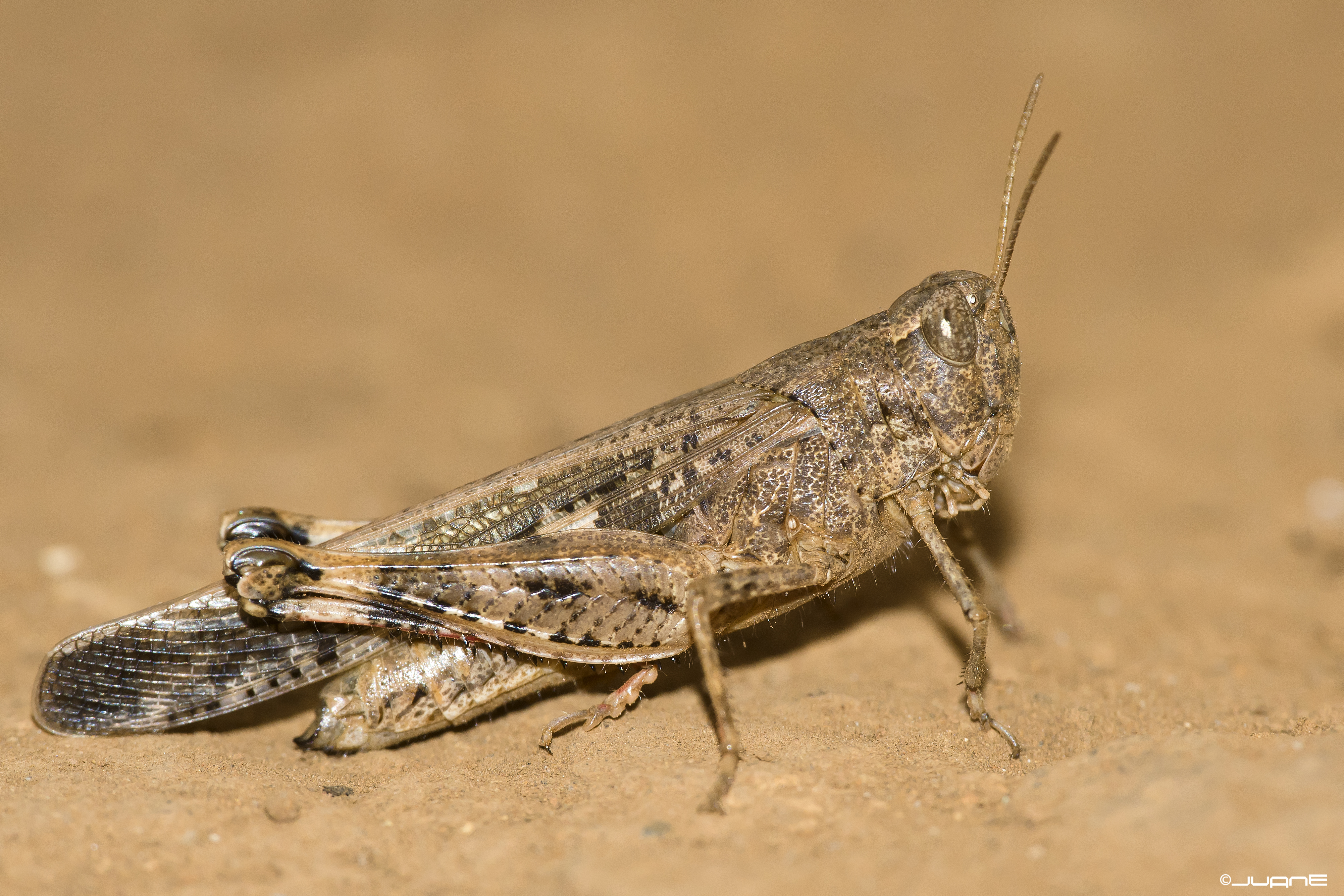
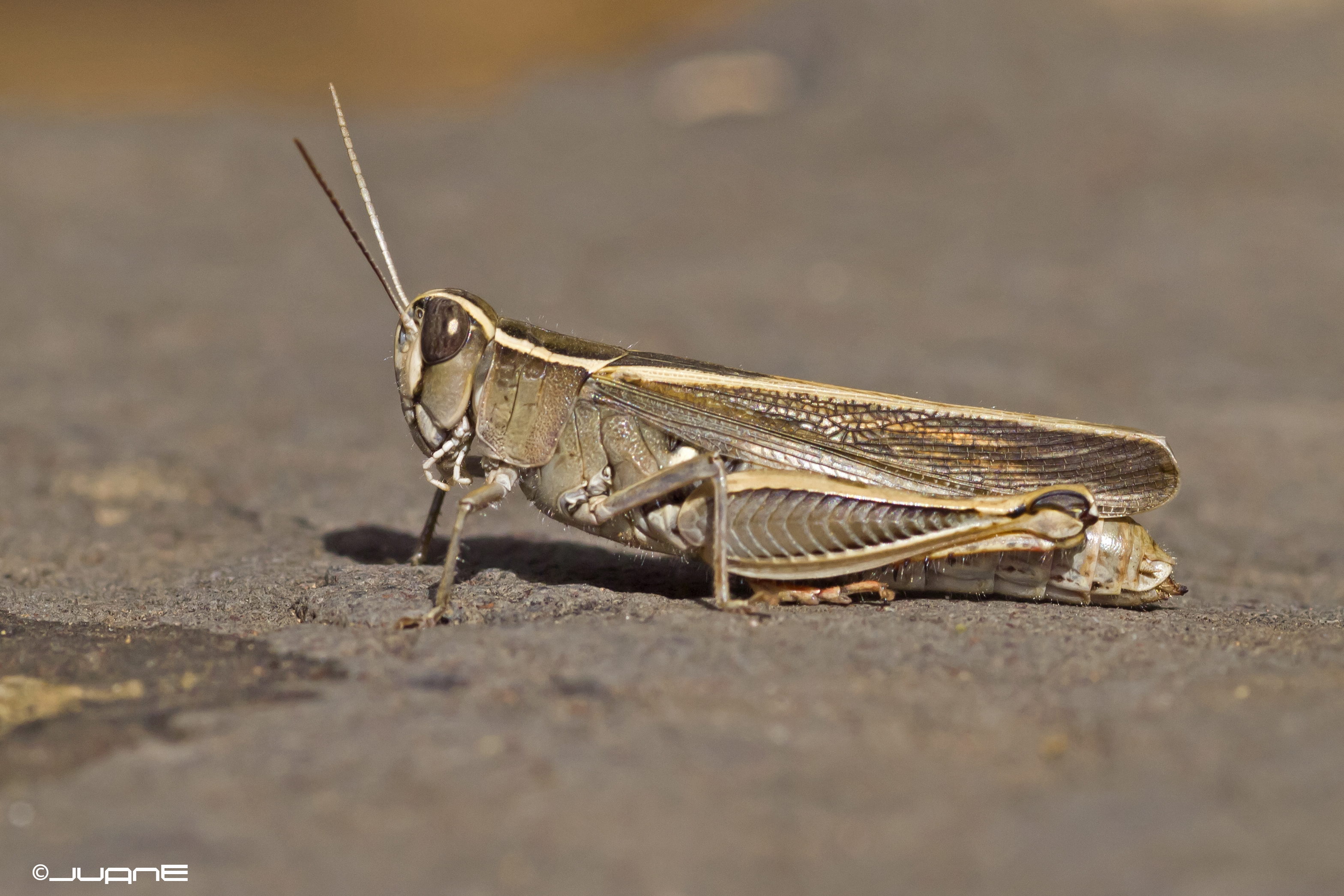
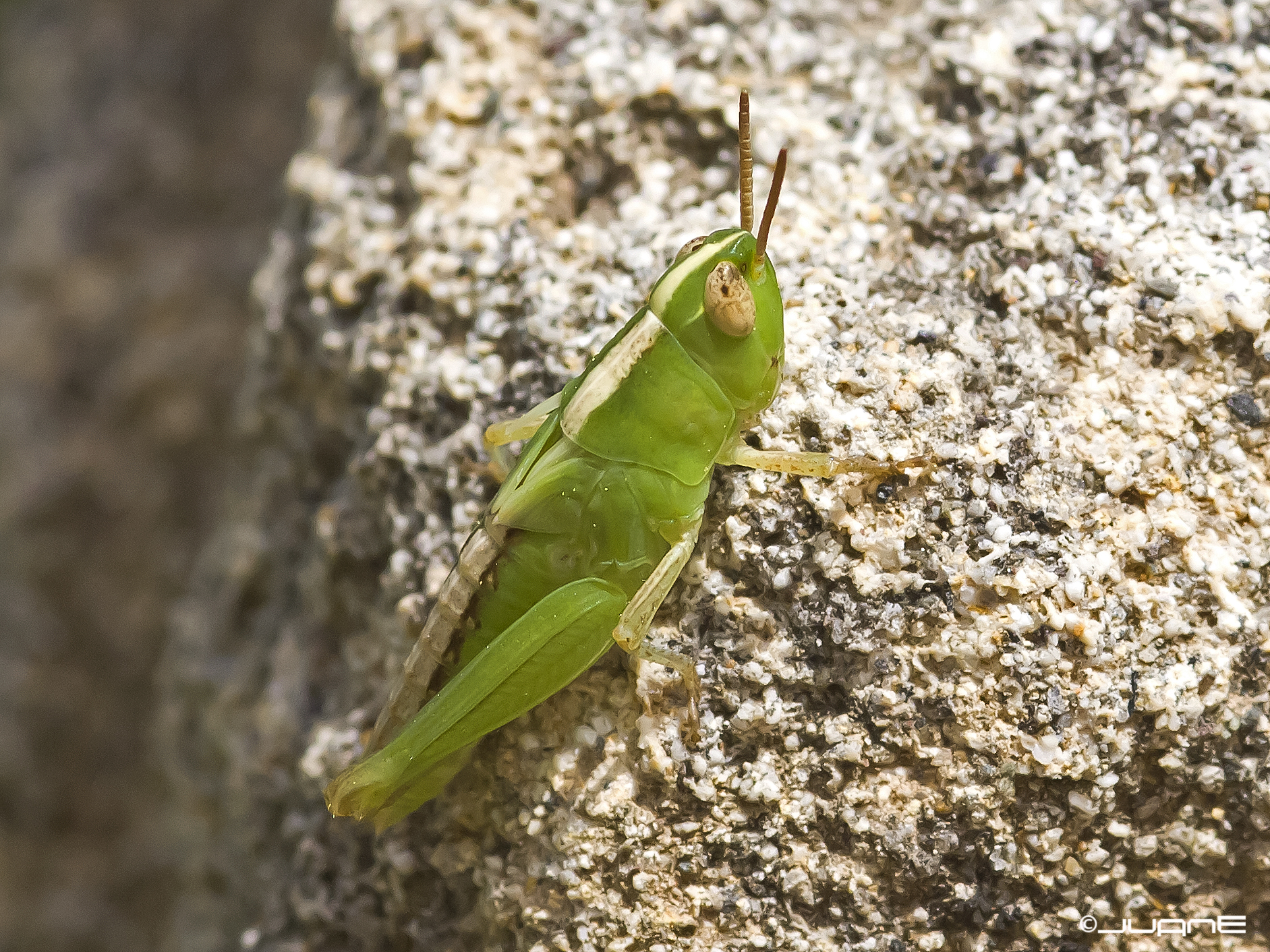
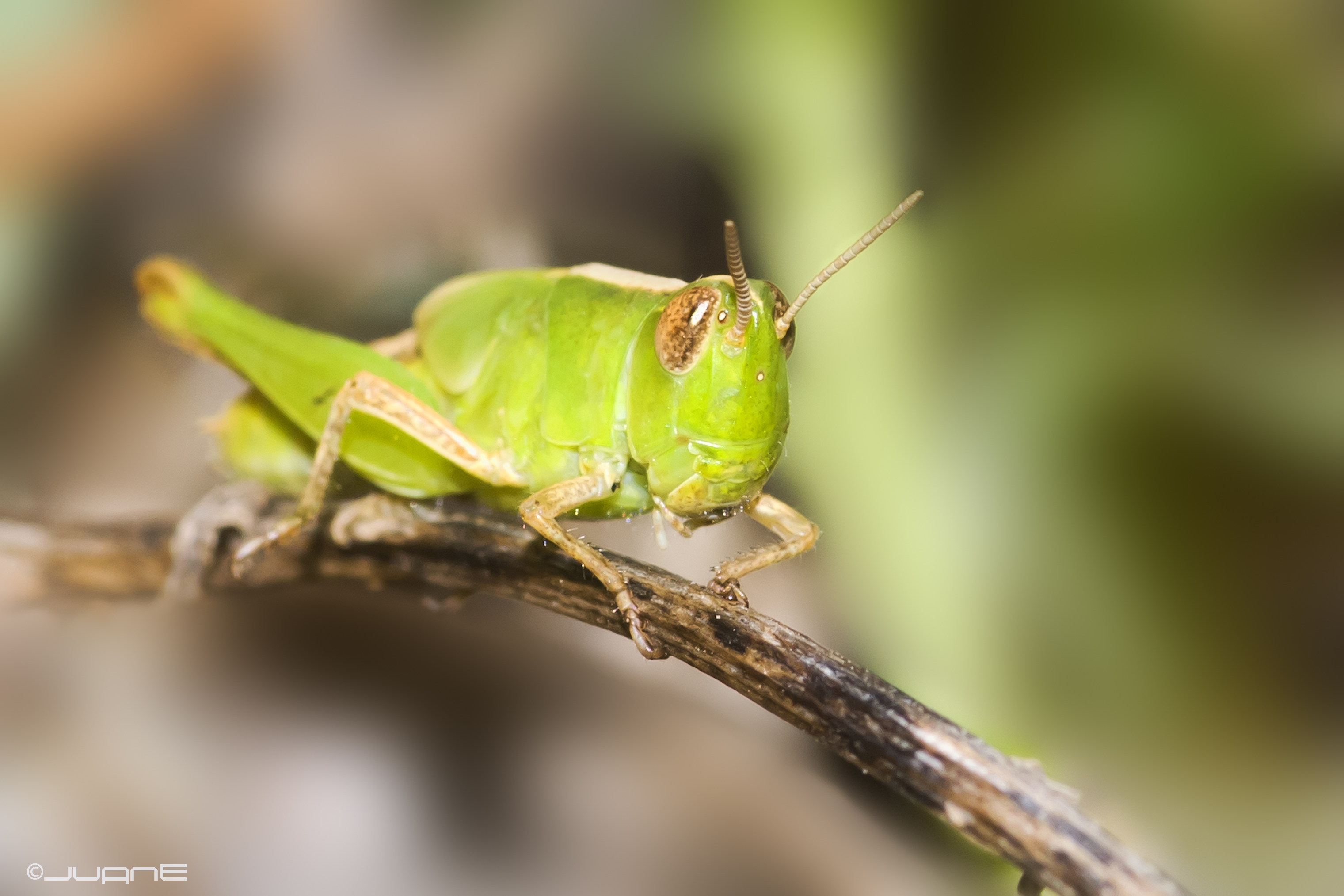
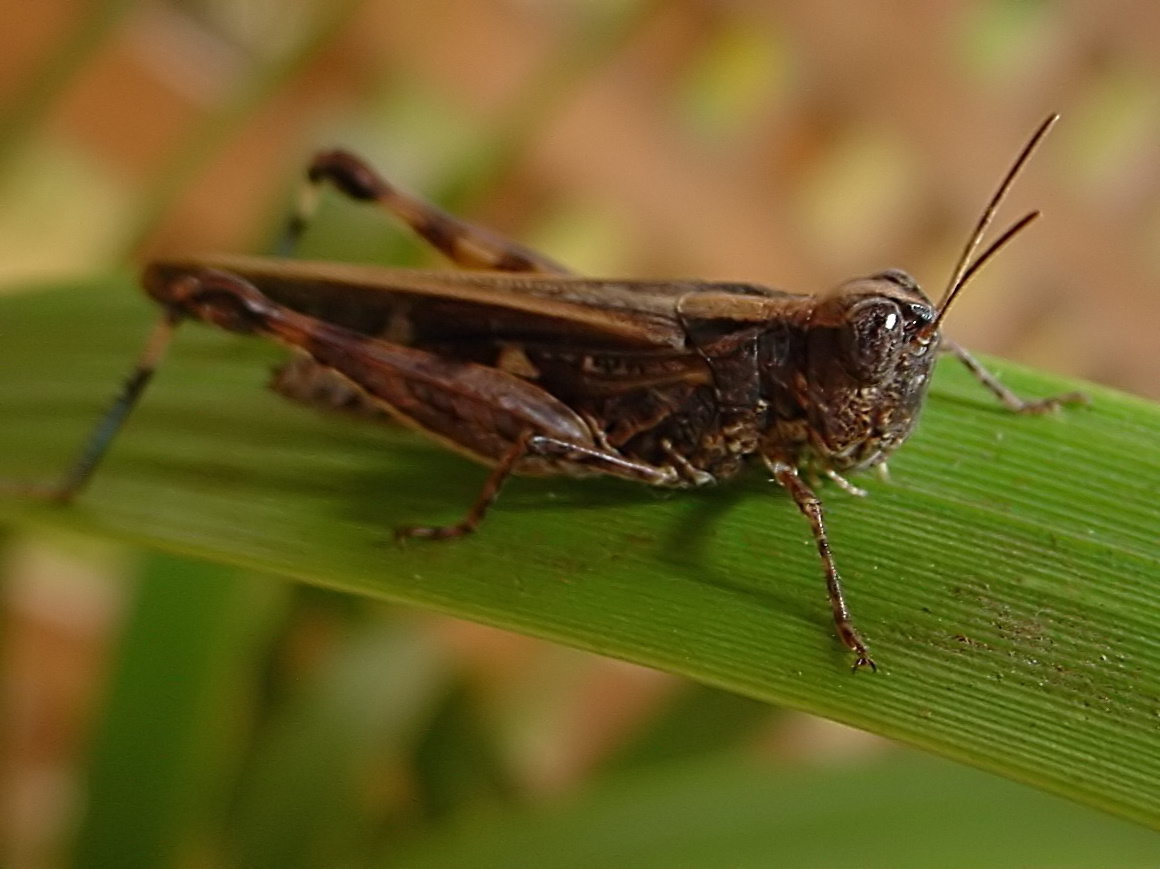